# Yoro Diakité
Yoro Diakité (* 17. Oktober 1932; † 13. Juni 1973) war ein Militär und Politiker in Mali. Vom 19. November 1968 bis zum 18. September 1969 war er Premierminister des Landes. Vom 7. Februar 1969 bis zum 10. September 1970 war Hamaciré N'Douré sein Nachfolger. Nachdem er beschuldigt wurde, 1971 einen Putsch gegen Moussa Traoré organisiert zu haben, wurde er zu einer lebenslangen Gefängnisstrafe verurteilt. Am 13. Juni 1973 starb Diakité unter ungeklärten Umständen in einem Gefängnislager bei Taoudenni.